# Herrenhaus (Österreich)

Sitzungssaal des österreichischen Herrenhauses im Reichsratsgebäude (Aufnahme 1902)

Das Herrenhaus war das aus Vertretern des Adels, des Klerus und besonders verdienstvollen Bürgern bestehende Oberhaus des österreichischen Reichsrates.
Es wurde auf Grund der von Franz Joseph I. erlassenen Verfassung für das Kaisertum Österreich, die nach ihrem Datum 26. Februar 1861 als Februarpatent in die österreichische Verfassungsgeschichte eingegangen ist, als erste Kammer der Legislative geschaffen. Es bestand bis zum Ende des Ersten Weltkrieges, als die Provisorische Nationalversammlung für Deutschösterreich das Herrenhaus am 12. November 1918 für abgeschafft erklärte. Das heutige österreichische Parlament besteht gemäß Bundes-Verfassungsgesetz von 1920 wieder aus zwei Kammern; nun ist der direkt vom Volk gewählte Nationalrat die erste, der von den Landtagen indirekt gewählte Bundesrat die zweite Kammer.

## Geschichte

### Schaffung
Im Oktoberdiplom 1860 hatten der bis dahin absolutistisch regierende Kaiser und sein Vorsitzender der Ministerkonferenz, Graf Bernhard von Rechberg, versucht, einen fast nur beratend tätigen, nur 100 Mitglieder umfassenden Reichsrat mit stark eingeschränkten Befugnissen einzuführen. Der Widerstand vor allem des liberalen Großbürgertums gegen diese Politik war so stark, dass 1861 die Schaffung eines Zweikammernparlaments als Legislative unvermeidlich wurde, die von Anton von Schmerling vorbereitet wurde.
Das Herrenhaus wurde ähnlich dem britischen House of Lords als fast gleichberechtigtes Gegengewicht zum gewählten Abgeordnetenhaus, dem Unterhaus, geschaffen. Das nicht gewählte, sondern durch Geburt, Status und Ernennung berufene Herrenhaus begleitete den Übergang vom Feudalismus zu einer konstitutionellen Monarchie, die das (männliche) Bürgertum und zuletzt auch die Arbeiterschaft einbeziehen sollte. Sein Bestehen sollte es der bis dahin allein herrschenden Schicht erleichtern, ihren Machtverlust zu bewältigen.

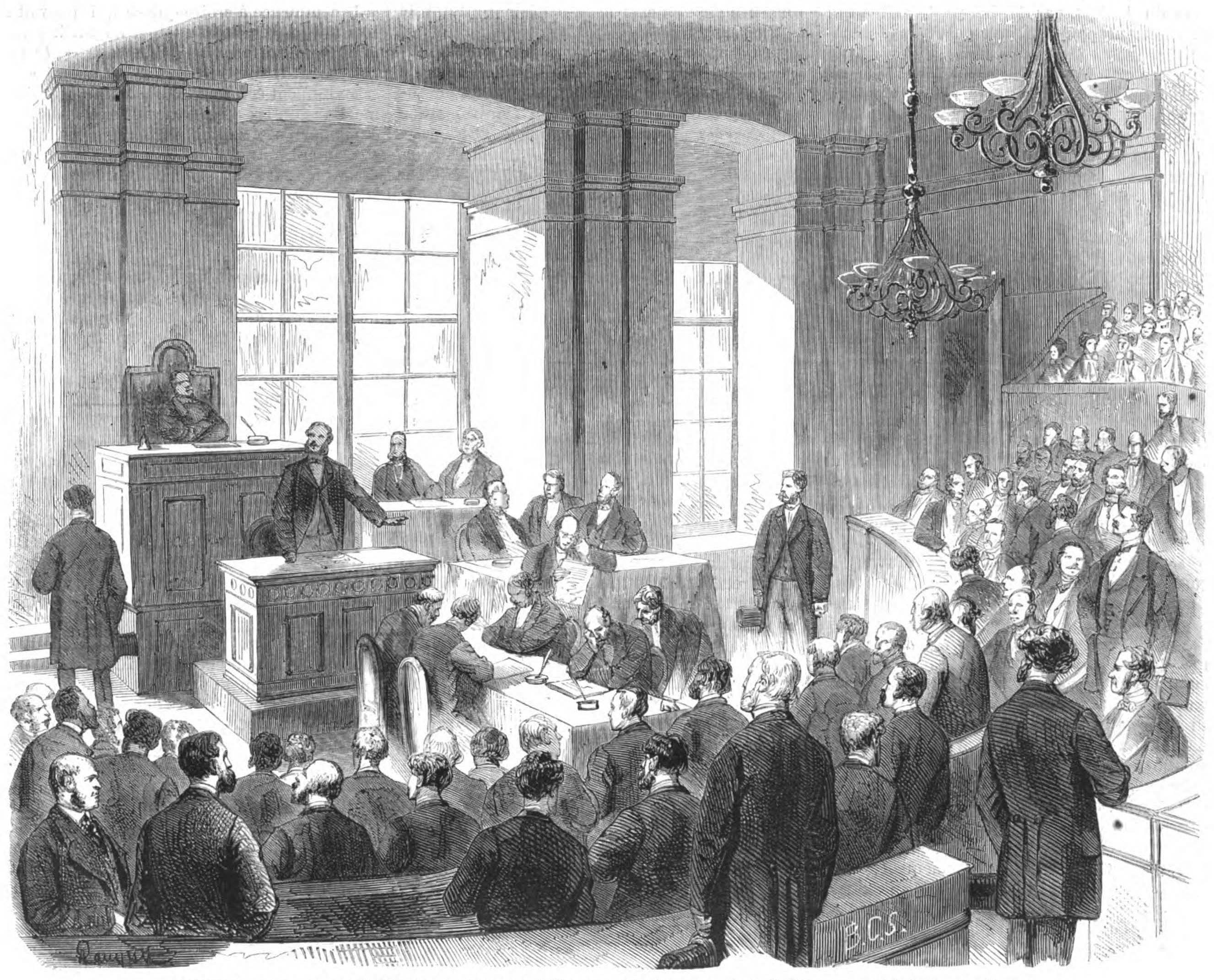
Das Herrenhaus tagte 1861–1883 im Niederösterreichischen Landhaus an der Herrengasse

Das Herrenhaus trat am 29. April 1861 zum ersten Mal zusammen. Es tagte bis 1883 provisorisch im Sitzungssaal des Niederösterreichischen Landtages im Landhaus in der Wiener Herrengasse (siehe Kapitel Sitz).

### Beschränkung auf Cisleithanien
Die ohne Mandat des Parlaments von der kaiserlichen Regierung geführten Verhandlungen zum Ausgleich mit Ungarn 1867 wurden im Herrenhaus im Juni 1867 kontrovers diskutiert. Zur am 20. Mai 1867 begonnenen II. Legislaturperiode bzw. 4. Session war nur mehr der bisherige engere Reichsrat, ohne Mitglieder aus den Ländern der ungarischen Krone, eingeladen worden, ohne dass es dazu entsprechende Verfassungsbestimmungen gegeben hätte. Der Reichsrat war nun de facto und ein halbes Jahr später auch de jure nur mehr für die Länder diesseits der Leitha, inoffiziell bald österreichische Reichshälfte (Cisleithanien) genannt, zuständig; dies sowie eine Stärkung des Abgeordnetenhauses wurde in der Dezemberverfassung 1867 festgelegt.

### Delegationen, Deputationen
Die gemeinsamen Angelegenheiten (Außenpolitik, Militär und deren Finanzierung), die Österreich und Ungarn weiterhin verpflichtend verbanden, wurden parlamentarisch von den so genannten Delegationen behandelt, die je 60 Parlamentarier umfassten. In Cisleithanien hatte das Herrenhaus für die jährlichen Delegationssessionen (die 50. Session war die letzte) jeweils 20 der 60 Delegationsmitglieder sowie zehn Ersatzmitglieder zu wählen, zuletzt am 31. Oktober 1917. Das Herrenhaus war weiters mit fünf von 15 Mitgliedern in der österreichischen Deputation vertreten, die mit ihrem ungarischen Gegenstück in größeren Zeitabständen Verhandlungen über die Kostenaufteilung der gemeinsamen Angelegenheiten zu führen hatte; die letzte Wahl seiner Mitglieder für die 17. Deputationssession erfolgte im Herrenhaus am 29. November 1917.

### Wichtige Sitzungen

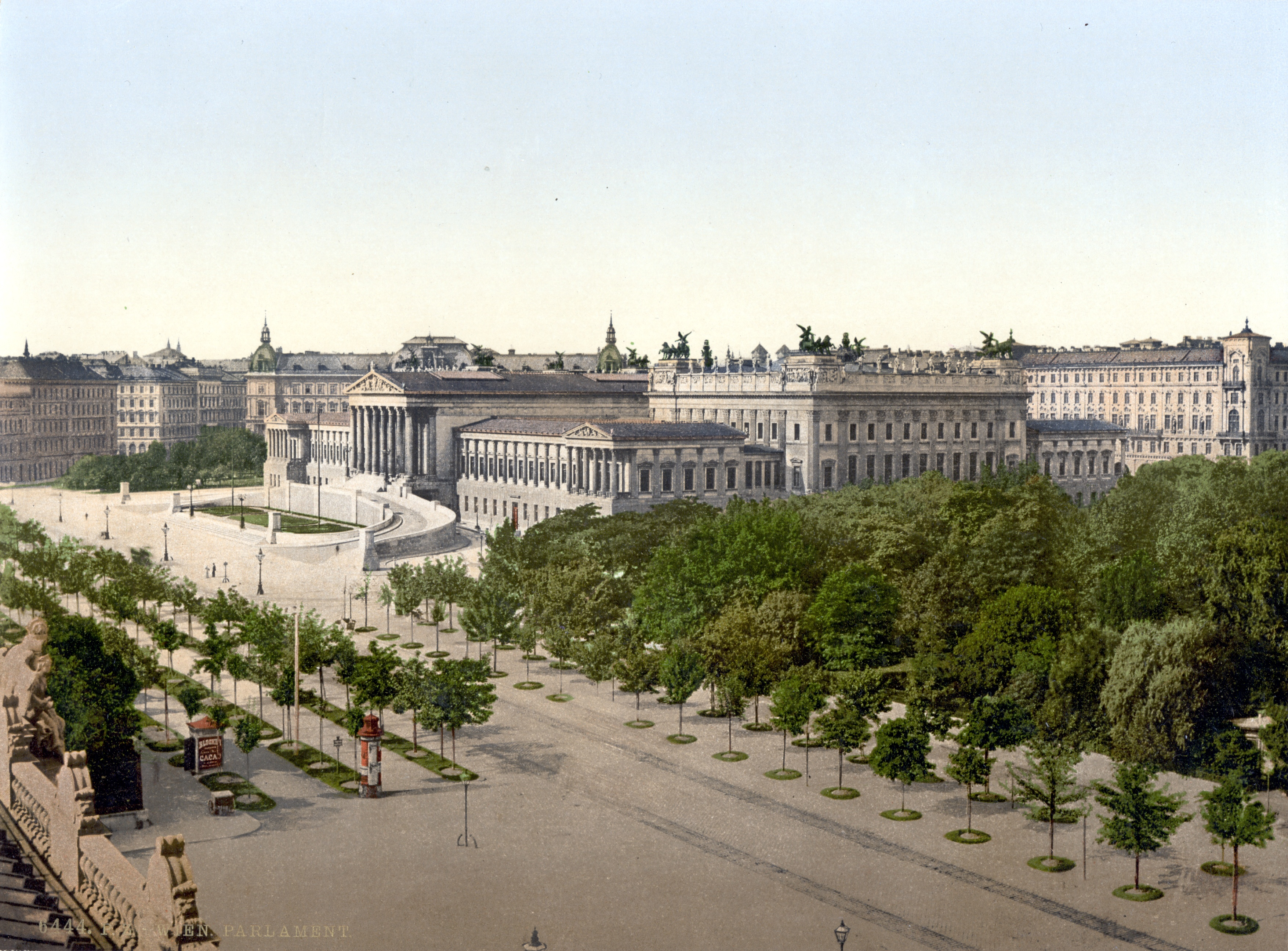
Das Herrenhaus zog 1883 in den südlichen Teil des Reichsratsgebäudes ein

Am 4. Dezember 1883 fand (ebenso wie im Abgeordnetenhaus) die erste Sitzung des Herrenhauses im neu erbauten k.k. Reichsratsgebäude statt. Der Saal wurde 1945 durch Bombentreffer zerstört; heute befindet sich an seiner Stelle der in der Nachkriegszeit gebaute Sitzungssaal des österreichischen Nationalrates (siehe Sitz).
Das Herrenhaus opponierte im Dezember 1906 gegen das vom Abgeordnetenhaus beschlossene allgemeine, gleiche Männerwahlrecht, mit dem man der erstarkenden Sozialdemokratie entgegenkam, die es in Großdemonstrationen gefordert hatte. K.k. Ministerpräsident Freiherr Max Wladimir von Beck drohte dem Herrenhaus mit einem Pairsschub des Kaisers, wenn die Vorlage nicht akzeptiert werde. Der Kaiser entsandte seine beiden Obersthofmeister, die Fürsten Rudolf von Liechtenstein und Alfred von Montenuovo, ins Parlament, damit sie dort für die Wahlreform sprachen; sie wurde letztlich vom Herrenhaus angenommen und bei den (letzten beiden) Reichsratswahlen 1907 und 1911 angewandt.

### Ende des Herrenhauses
Die vorletzte Sitzung des Herrenhauses mit einer Diskussion über das am 16. Oktober 1918 erlassene Völkermanifest von Kaiser Karl I. fand am 24. Oktober 1918 statt.
Die letzte Sitzung, die 40. der XXII. Session der XII. Legislaturperiode, fand am 30. Oktober 1918 von 17.05 bis 17.10 Uhr statt. Da k.k. Ministerpräsident Lammasch sich, wie Fürst Albert III. zu Windisch-Graetz als Präsident des Hauses bekanntgab, nicht in der Lage sah, für sein in den Medien als Liquidationsministerium bezeichnetes, neu ernanntes Kabinett eine Erklärung abzugeben, wurde die Sitzung nach fünf Minuten geschlossen; der Präsident kündigte an, die nächste Sitzung werde im schriftlichen Weg bekanntgegeben werden. Parallel zu dieser Herrenhaussitzung im Parlamentsgebäude fand von 15.05 bis 20.05 Uhr im Niederösterreichischen Landhaus die 2. Sitzung der Provisorischen Nationalversammlung für Deutschösterreich statt, bei der ein Staatsrat als Vollzugsorgan gewählt wurde. Der Staatsrat ernannte noch am gleichen Tag die erste Regierung Deutschösterreichs, die Staatsregierung Renner I.

## Funktionsweise
Nach der Verfassung war das Herrenhaus dem Abgeordnetenhaus in der Legislative gleichgestellt; ein Gesetz musste also die Zustimmung beider Häuser und des Kaisers erhalten. Wurde aber in einem Finanzgesetz oder im Rekrutengesetz über die Höhe des auszuhebenden Contingentes zwischen den beiden Häusern des Reichsrats keine Übereinstimmung erzielt, so galt nach § 13 des Grundgesetzes über die Reichsvertretung von 1867 die kleinere Ziffer als bewilligt. Beide Kammern hatten wie die Regierung das Initiativrecht für Gesetzentwürfe.

### Ständiges Organ
Das Herrenhaus wurde im Unterschied zum seit 1873 (mindestens) alle sechs Jahre neu zu wählenden Abgeordnetenhaus als dauernde Vertretung angelegt; seine Mitglieder waren, ausgenommen die auf Funktionsdauer berufenen Bischöfe, durch Gesetz oder Ernennung auf Lebenszeit berufen. Allerdings waren die Legislaturperioden und in diesen die Sessionen des Herrenhauses an die des Abgeordnetenhauses gebunden. Wurde dieses vertagt oder zwecks Neuwahlen aufgelöst, so tagte auch das Herrenhaus erst wieder, wenn das Abgeordnetenhaus wieder zusammentrat. Der Präsident und die beiden Vizepräsidenten des Herrenhauses wurden für jede Session vom Kaiser neu ernannt.
Jedes Herrenhausmitglied hatte vor der erstmaligen Teilnahme an Sitzungen dem Kaiser den Obedienzeid (Obedienz = Gehorsam) zu leisten; wer dies unterließ, durfte an den Beratungen nicht teilnehmen. Der Eid wurde ursprünglich im Haus geleistet, später schon vor Eintritt in das Haus. Das k.k. Ministerium des Inneren hatte dann dem Herrenhauspräsidenten jeweils mitzuteilen, welche neuen Mitglieder den Eid abgelegt hatten und daher zu den Sitzungen einzuladen waren.

### Legislaturperioden und Sessionen
Das Herrenhaus erlebte von 1861 bis 1918 zwölf Legislaturperioden (LP), die mit den für das Abgeordnetenhaus durchgeführten Reichsratswahlen korrelierten. In diesen Gesetzgebungsperioden fanden Sessionen des Hauses statt, die, wenn parlamentarisch nicht lösbare Probleme anstanden und die k.k. Regierung nur durch kaiserliche Verordnungen weiterzukommen glaubte, durch Vertagungen des Reichsrats beendet wurden; zuletzt war dies im Frühjahr 1914 der Fall. Die 22 Sessionen wurden von 1861 bis 1918 durchnummeriert. Besonders lang waren mit je einer durchgehenden Session die V. LP (1873–1879), die VI. LP (1879–1885), die VII. LP (1885–1891), die VIII. LP (1891–1897) und die X. LP (1901–1907). Ihnen stehen sehr kurze Legislaturperioden (z. B. III. LP, 1870 / 1871) gegenüber und die IX. Legislaturperiode, die wegen vier Vertagungen des Reichsrats in den drei Jahren 1897–1900 in fünf Sessionen zerfiel.

### Präsidium

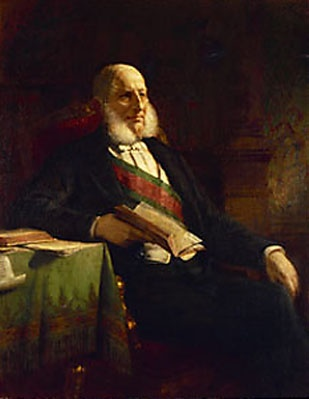
Anton von Schmerling, 1871 Präsident des Herrenhauses

Das Herrenhauspräsidium bestand aus dem Präsidenten des Herrenhauses und seinen beiden Stellvertretern. Der Präsident und die Vizepräsidenten wurden vom Kaiser mit Allerhöchsten Handschreiben aus der Mitte des Hauses ernannt. Einer ungeschriebenen Regel zufolge waren die ernannten Personen stets Mitglieder des Hochadels. Die Mitglieder des Präsidiums wechselten einander in der Leitung der Herrenhaussitzungen ab; nur bei sehr wichtigen Sitzungen führte der Präsident tatsächlich für die gesamte Dauer der Sitzung den Vorsitz.
Der Präsident hatte im Namen des Kaisers das Hausrecht im Herrenhaus. Er traf die wichtigsten Personalentscheidungen in der Herrenhausverwaltung. Alle an das Herrenhaus gerichteten Schriftstücke und Gesetzentwürfe wurden formal an ihn gerichtet. Er vertrat das Herrenhaus nach außen und stand, was die Rangfolge bei Hof betraf, protokollarisch vor dem Präsidenten des Abgeordnetenhauses.
Letzter Präsident des Herrenhauses (zuvor seit 1892 Vizepräsident) war seit 25. März 1897 (zuletzt mit Allerhöchstem Handschreiben vom 21. Mai 1917 ernannt) Fürst Alfred III. zu Windisch-Grätz, die letzten Vizepräsidenten waren Fürst Max Egon II. zu Fürstenberg (seit 21. Mai 1917), Fürst Alois von Schönburg-Hartenstein (seit 21. Mai 1917) und Ferdinand Prinz Lobkowitz (am 12. Oktober 1917 nach dem Rücktritt von Graf Ernst von Silva-Tarouca ernannt).

## Mitglieder
→ Siehe auch: Liste der Mitglieder des österreichischen Herrenhauses
Das Herrenhaus setzte sich aus folgenden Kategorien von Mitgliedern zusammen:
1. aus den berufenen Prinzen des kaiserlichen Hauses (d. h. den volljährigen Erzherzögen)
2. aus den Erzbischöfen und jenen Bischöfen, denen fürstlicher Rang zukam
3. aus Angehörigen des „vermögenden landsässigen Adels“ (d. h. den Häuptern jener Adelsgeschlechter, denen der Kaiser die „erbliche Reichsratswürde“ verliehen hatte)
4. aus österreichischen Staatsbürgern, die vom Kaiser für Verdienste um Staat oder Kirche, Wissenschaft oder Kunst auf Lebenszeit berufen wurden (1907 wurde gesetzlich bestimmt, dass diese Kategorie mindestens 150 und höchstens 170 Mitglieder zu umfassen hat;[11] zuvor war seit 1861 keine Mindest- oder Höchstzahl bestimmt).

Adelige der ungarischen Reichshälfte hatten ihren Sitz im Magnatenhaus, dem Oberhaus des ungarischen Reichstags, und waren seit 1867 als ungarische Staatsbürger im österreichischen Herrenhaus nicht vertreten. Zuvor hatten viele von ihnen das Herrenhaus boykottiert.
Obwohl Adelige, die nicht Mitglieder des Herrenhauses waren, schon von Anfang sich für das Abgeordnetenhaus zur Wahl stellen konnten, durften Mitglieder des Herrenhauses seit 1907 für das Abgeordnetenhaus kandidieren; im Fall ihrer Wahl ruhte ihre Herrenhausmitgliedschaft auf die Dauer der Abgeordnetentätigkeit. Herrenhausmitglieder konnten aber auf eigenen Wunsch resignieren, also ihren Rücktritt einreichen.
1911 entfielen bei 291 Mitgliedern auf die einzelnen Kategorien: 14 Erzherzöge, 18 (Erz-)Bischöfe (5 Fürst-Erzbischöfe, 5 sonstige Erzbischöfe, 8 Fürstbischöfe), 90 Mitglieder des vermögenden landsässigen Adels, 169 auf Lebenszeit ernannte Mitglieder. Es handelte sich ausschließlich um Männer.
1917 / 1918 umfasste das Haus insgesamt 306 Mitglieder und zehn weitere, deren Mitgliedschaft ruhte oder mangels Angelobung nicht zu Stande kam. 90 dieser Mitglieder, darunter 17 erbliche und drei Kirchenfürsten, hatte der Kaiser neu in das Herrenhaus berufen; dem standen vom Ende der XXI. Session am 25. Juli 1914 bis zum Ende der XXII. (letzten) Session am 12. November 1918 72 Todesfälle unter den Mitgliedern gegenüber. Als letztes neues Mitglied kam am 16. Juli 1918 mit Genehmigung des Kaisers Jaroslav von Thun und Hohenstein (1864–1929, Schwager von Erzherzog-Thronfolger Franz Ferdinand†) ins Herrenhaus, um das in seiner Familie erbliche Mandat zu übernehmen.

### Geistliche Mitglieder

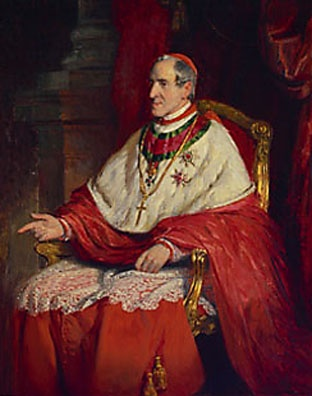
Kardinal Joseph Othmar Ritter von Rauscher, Mitglied des Herrenhauses von 1861 bis 1875

§ 4 des als Anlage zum Februarpatent 1861 kundgemachten Grundgesetzes über die Reichsvertretung enthielt die relevanten Bestimmungen. In der am 21. Dezember 1867 erfolgten Kundmachung des geänderten Gesetzes blieben sie unverändert. § 4 bestimmte, dass dem Herrenhaus kraft Gesetzes alle Erzbischöfe Cisleithaniens und jene Bischöfe angehören, denen fürstlicher Rang zukommt (jeweils auf Funktionsdauer). Das Gesetz unterschied nicht zwischen den christlichen Konfessionen; es nannte sie nicht einmal. Es bezog sich auf katholische und orthodoxe Funktionsträger; in den evangelischen Kirchen Cisleithaniens gab es keine Erzbischöfe oder Bischöfe mit fürstlichem Rang.
Wenn ein vom Papst oder vom zuständigen orthodoxen Organ neu ernannter Bischof, für den das Gesetz zutraf, den vorgeschriebenen Amtseid in die Hände des Kaisers abgelegt hatte, lud der Präsident des Herrenhauses den Kirchenfürsten ein, die Angelobung zu leisten und seinen Sitz im Herrenhaus einzunehmen.
Zu den geistlichen Mitgliedern zählten die römisch-katholischen Fürsterzbischöfe von Wien, Prag, Salzburg, Görz und Olmütz sowie ein Fürsterzbischof ohne Diözese, der römisch-katholische, der griechisch-katholische und der armenisch-katholische Erzbischof von Lemberg, der römisch-katholische Erzbischof von Zara und der griechisch-orientalische Erzbischof von Czernowitz sowie die römisch-katholischen Fürstbischöfe von Brixen, Breslau, Krakau, Seckau, Trient, Laibach, Lavant und Gurk. Der Bischof von Breslau gehörte, wie seine Residenzstadt, dem Deutschen Reich an, war jedoch auf Grund der Tatsache teilnahmeberechtigt, dass etwa ein Zehntel seines Bistums aus Österreichisch-Schlesien bestand. Der Erzbischof von Zara und der Fürstbischof von Brixen ließen sich in den letzten beiden Sessionen, der XXI. und der XXII., nicht angeloben und gehörten dem Herrenhaus daher nicht an.

### Erbliche Mitglieder

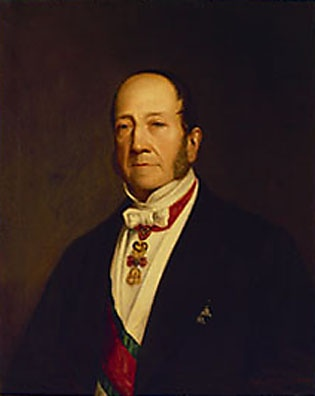
Franz Seraphin Graf von Kuefstein, erbliches Mitglied des Herrenhauses von 1861 bis 1871

106 Familien hatten die erbliche Mitgliedschaft im Herrenhaus. Dieser Stand setzte sich aus folgenden Familien zusammen:
- drei souveräne Häuser: Liechtenstein, Sachsen-Coburg und Gotha, Schaumburg-Lippe.
- 16 mediatisierte Fürstenhäuser, nach Rangfolge: Lobkowitz, Dietrichstein, Auersperg, Fürstenberg, Schwarzenberg, Thurn und Taxis, Colloredo, Khevenhüller, Hohenlohe-Langenburg, Starhemberg, Salm-Raitz, Orsini-Rosenberg, Schönburg-Hartenstein, Metternich, Windisch-Graetz, Trauttmansdorff.
- 16 andere Fürstenhäuser, nach Rangfolge: Dietrichstein, Lubomirski, Porcia, Lamberg, Kinsky, Clary, Paar, Czartoryski, Sanguszko, Rohan, Windisch-Graetz, Collalto, Sapieha, Montenuovo, Beaufort, Thun.
- vier mediatisierte Grafenhäuser, nach Erwerb der Reichsstandschaft: Schönborn, Wurmbrand, Kuefstein, Harrach.
- 64 gräfliche Geschlechter in alphabetischer Reihenfolge: Abensperg und Traun, Althann, Attems, Badeni, Baworowski, Brandis, Buquoy, Chotek, Clam-Martinic, Colleoni, Czernin, Desfours, Dobrženský, Dzieduszycki, Falkenhayn, Fünfkirchen, Goëss, Gołuchowski, Gudenus, Hardegg, Haugwitz, Herberstein, Hoyos, Kálnoky, Kaunitz, Kinský, Kolowrat, Lamberg, Lanckoroński, Larisch-Moenich, Lewicki, Lodron, Ludwigstorff, Mensdorff-Pouilly, Meran, Miniscalchi, Montecuccoli, Nostitz, Papafava, Podstatzky-Prusinowitz, Potocki, Schlik, Sedlnitzky, Serényi, Silva-Tarouca, Sternberg, Tarnowski, Thun und Hohenstein, Thurn-Valsassina, Trapp, Ungnad von Weißenwolff, Venier, Vetter von der Lilie, Vrints, Waldstein, Walterskirchen, Wassilko-Serecki, Westphalen, Widmann-Sedlnitzky, Wratislaw, Wilczek, Zierotin.
- neun freiherrliche Geschlechter, Rangfolge nach Erlangung des Freiherrenstandes: Walterskirchen (Grafen seit 1907), Locatelli, Dalberg, Kotz, Hackelberg, Gudenus (Grafen seit 1907), Sternbach, Ludwigstorff (Grafen seit 1910), Wassilko von Serecki (Grafen seit 1918).
- drei markgräfliche Geschlechter (Marchese): Canossa, Cavriani, Guidi.

Unter den 127 Berufungen kamen im Laufe der Zeit 20 „Konversionen“ vor. Eine Konversion war die Verleihung der erblichen Reichsratswürde an bereits ernannte lebenslange Herrenhausmitglieder. Dies geschah am Anfang sehr selten und nur in einzelnen Fällen, wie die Konversion der Familie Fürstenberg (Landgrafen) im Jahre 1868, Liechtenstein-Hollenegg in 1871, Vrints in 1873 und Traun-Maissau in 1873. Bei der Wahlreform von 1907 kam es jedoch unmittelbar und danach zu großen Pairsschüben.
- 11 Ernennungen vom 14. Juli 1907: Prinzen Auersperg, Grafen Clam-Martinitz, Freiherren Dalberg, Freiherren Gudenus, Fürsten Montenuovo, Grafen Nostitz, Grafen Potocki, Grafen Silva-Tarouca, Freiherren Sternbach, Grafen Ungnad von Weißenwolff, Grafen Vetter.

- 12 Ernennungen vom 26. Februar 1912: Grafen Badeni, Grafen Colloredo-Mansfeld, Grafen Czernin-Morzin, Grafen Dobrženský

- eine Ernennung 1917: Freiherren Wassilko.

Eine Sukzession war die Nachfolge in den erblichen Sitzen im Falle eines Ablebens. Insgesamt gab es im Laufe der Geschichte des Herrenhauses vier Fälle (Attems, Salm, Schönborn, Thun-Salm) auf drei Nachfolger, 27-mal auf zwei Nachfolger, 38-mal auf einen und bei den restlichen 56 trat keine Erbfolge ein. Die Familien, deren Oberhäupter (jeweils die Besitzer des Majorats oder Ersten Majorats) über erbliche Sitze verfügten, wurden auch als „österreichischer Hochadel“ bezeichnet (siehe Näheres bei: Hoher Adel Österreichs und Böhmens).

### Berufene Mitglieder

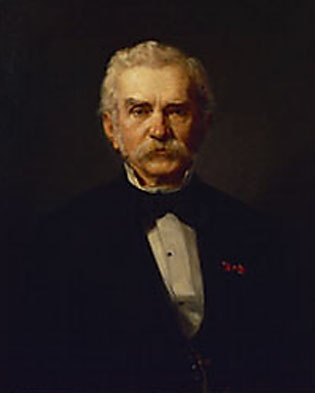
Moritz von Kaiserfeld, Präsident des Abgeordnetenhauses von 1868 bis 1870 und Mitglied des Herrenhauses ab 1871

Auch ehemalige Mitglieder des Abgeordnetenhauses, enthobene Minister und ehemalige Statthalter und Landespräsidenten wurden vom Kaiser bei besonderen Verdiensten in das Herrenhaus berufen. Zum Beispiel war dies bei Statthalter Filip Zaleski und Moritz von Kaiserfeld der Fall. Letzterer war 1868–1870 Präsident des Abgeordnetenhauses und wurde 1871 als Landeshauptmann der Steiermark Mitglied des Herrenhauses.
Unter den vom Kaiser berufenen Herrenhausmitgliedern waren z. B. der Glasindustrielle Ludwig Lobmeyr und der Baumwollunternehmer Nikolaus Dumba, beide auch als Kunstmäzene hervorgetreten, die Bierindustriellen Anton Dreher junior und Adolf Ignaz Mautner von Markhof, der Industrielle Emil von Škoda sowie der Technologe Wilhelm Exner und der Chemiker Ivan Horbaczewski.

## Fraktionen
Ohne die an Fraktionen nicht teilnehmenden 20 Erzherzöge gliederten sich die Mitglieder des Herrenhauses in der letzten Session in:
- 108 in der Gruppe der „Rechten“ (davon 9 Todesfälle in der Session)
- 70 in der Gruppe der „Verfassungspartei“ (zwei Todesfälle)
- 72 in der Gruppe der „Mittelpartei“ (fünf Todesfälle)
- 16 in der Gruppe der „Reichspartei“
- 20, die keiner Gruppe angehörten (drei Todesfälle)
- 3, deren Mandat ruhte, weil sie zu Reichsratsabgeordneten (Mitgliedern des Abgeordnetenhauses) gewählt worden waren
- 7, die nach ihrer Ernennung nicht zur Angelobung erschienen und daher an den Beratungen des Herrenhauses nicht teilnahmen (ein Todesfall).

Bei den hier als Partei genannten Gruppierungen handelte es sich nicht um politische Mitgliederparteien im engeren Sinn; die Fraktionen besaßen aber eigene Leitungsausschüsse.

## Vereinigungen
Mitglieder konnten Vereinigungen beitreten, wie zum Beispiel der „Deutsche Herrenhausmitglieder aus Böhmen“, „Grundbesitzende Mitglieder des Herrenhauses“ oder „Industrielle Vereinigung von Mitgliedern des Herrenhauses des Reichsrates“. Diese dienten den Mitgliedern unabhängig von ihrer allfälligen Fraktionszugehörigkeit dazu, gemeinsame Interessen zu vertreten, aber auch der Kontaktpflege und dem informellen Austausch von Informationen und Nachrichten sowie als Diskussionsforen.

## Sitz

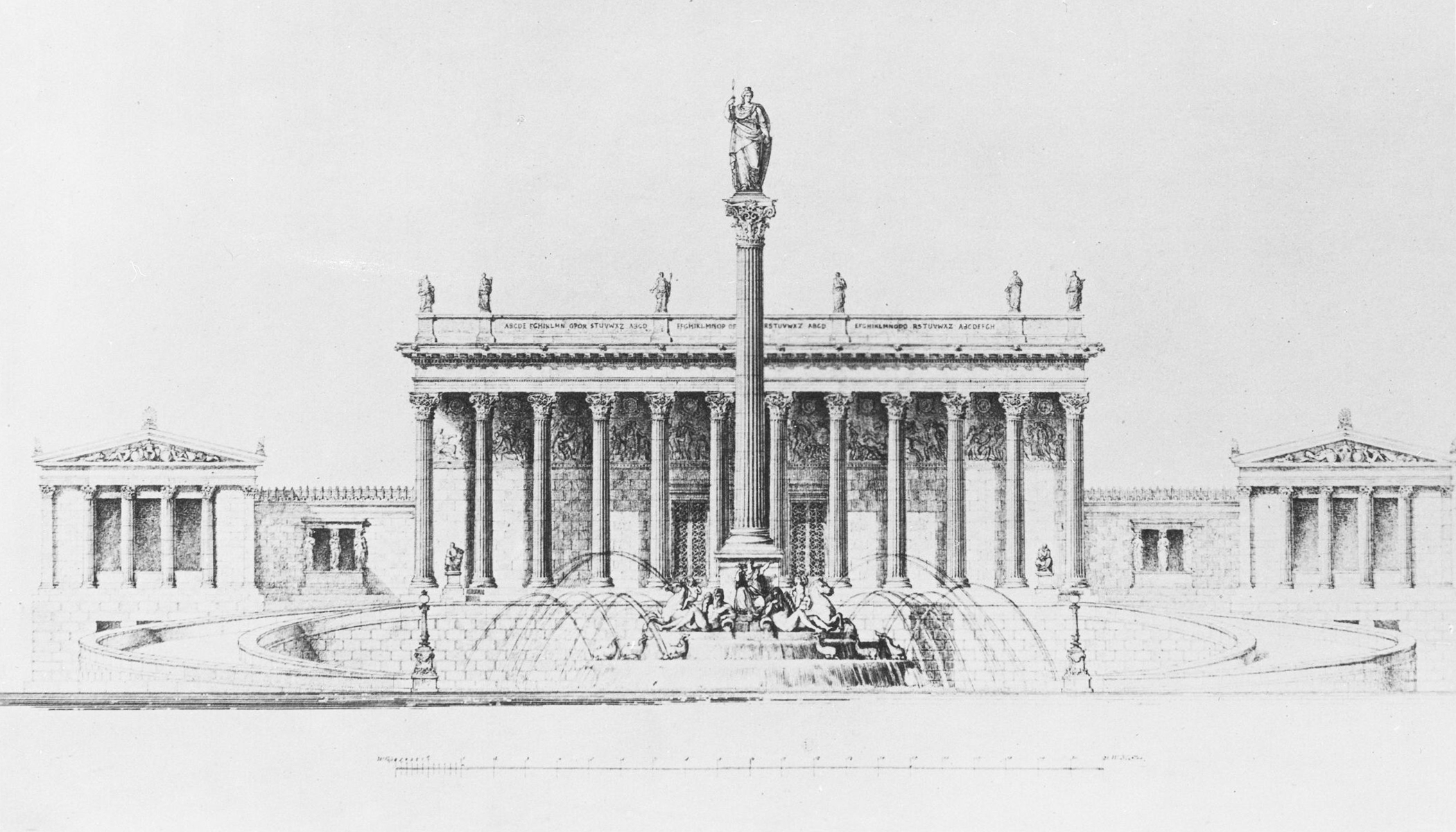
Entwurf für das neu zu erbauende Herrenhaus in Wien, Ansicht der Hauptfront. Vorentwurf, später abgeändert als Parlament erbaut. Zeichnung Theophil von Hansen, 1865

Das Herrenhaus tagte die ersten 22 Jahre provisorisch im Niederösterreichischen Landhaus an der Herrengasse, während das Abgeordnetenhaus sich im sogenannten Schmerlingtheater an der Währinger Straße befand. Für beide Häuser bestanden Pläne, an der neuen Wiener Ringstraße repräsentative Gebäude zu errichten. Es gab Überlegungen, wieder getrennte Gebäude für die beiden Häuser des Reichsrats zu schaffen; sie wurden zugunsten eines gemeinsamen Bauwerks verworfen. Dem Architekturwettbewerb 1864 folgte 1874–1883 der Bau des k.k. Reichsratsgebäudes am damaligen Franzensring nach dem Entwurf von Theophil Hansen.

### Sitzungssaal des Herrenhauses

Blick auf das Präsidium des Herrenhauses im Sitzungssaal (Aufnahme 1902)

Der Sitzungssaal und weitere Räumlichkeiten des Herrenhauses wurden in der südlichen Hälfte des Reichsratsgebäudes errichtet. Der Sitzungssaal des Herrenhauses war der zweitgrößte Versammlungssaal im Parlamentsgebäude nach dem Sitzungssaal des Abgeordnetenhauses, der sich in der nördlichen Hälfte des Gebäudes befindet.
Der Sitzungssaal wurde in seiner überhöhten Halbkreisform einem antiken griechischen Theater nachempfunden und mit ansteigenden Bankreihen eingerichtet. Rings um den Saal zog sich außen ein Couloir mit sieben Doppeltüren. Innen war der Saal in neun Reihen mit 243 Sitzplätze angeordnet. Der Saal war prächtiger und erlesener ausgestattet und verziert als der Saal des Abgeordnetenhauses. Die Farbgebung war ebenfalls eine andere. Der Saal wurde durch ein handbemaltes, halbkreisförmiges Oberlicht, das die gesamte Decke umfasste, mit Tageslicht erhellt und abends mit Gaslicht beleuchtet.
In der Mitte der Stirnseite befand sich das Podium für das Präsidium mit drei Plätzen: für den Herrenhauspräsidenten (bzw. den jeweils amtierenden Vizepräsidenten) und für zwei Schriftführer; daneben waren Plätze für den Kanzleidirektor des Herrenhauses und für Assistenten vorhanden.
Die Stirnwand hinter dem Präsidium war in der Art eines antiken Szenariums in der ionischen Ordnung gestaltet: sechs hohe Dreiviertelsäulen mit vergoldeten Kapitellen trugen einen Giebel mit einem Tympanon mit figuralem Schmuck. In der Mitte des Tympanons befand sich eine mechanische Uhr. Das Akroterion des Giebelfirstes war in Form eines kaiserlichen Doppeladlers im Schild; der dreidimensionale Wappenschild wurde von der Kaiserkrone bekrönt und von zwei Greifen gestützt. Zwischen den sechs ionischen Säulen waren die Wandflächen in Marmorstuck ausgeführt, in den Nischen standen Marmorplastiken von griechischen Philosophen und Schriftstellern. Ein gemalter Fries in den Feldern zwischen den Säulen lief über die gesamte Stirnseite des Saales und stellte Szenen aus dem antiken Griechenland, dem Mutterland der Demokratie, dar. Hinter der Präsidiumsbank befand sich eine massive Doppeltür aus Holz sowie zwei kleinere Seiteneingänge jeweils gegenüberliegend links und rechts von der Bank.
Vor dem Präsidiumspodium befand sich, deutlich tiefer als der Präsidentenplatz angeordnet, das Rednerpult. Davor waren im Kreisbogen fünf Tische mit den nötigen Sesseln für die k.k. Minister aufgestellt (in den Stenographischen Protokollen als Ministerbank erwähnt). Zwischen diesen und den Bankreihen der Herrenhausmitglieder stand ein Tisch für die Parlamentsstenografen, nach deren Mitschriften das gedruckte Stenographische Protokoll angefertigt wurde. Anzumerken ist, dass der Saal, da die Technik noch nicht vorhanden war, keinerlei Tonanlage zur Verstärkung der Stimme des Redners oder zur Aufzeichnung der Reden aufwies.
Über dem Couloir, den Saal im Halbkreis umschließend, waren Galerien in zwei Etagen angebracht. Auf der ersten, durch männliche und weibliche Hermen getragenen, und mit vergoldeter, geschnitzter Holzarchitektur verzierten Galerie, befand sich in der Mitte die Kaiserloge. Der zweite Stock wurde von korinthischen Säulen getragen. Besucher durften, wie dies bis heute die Regel im österreichischen Parlament ist, weder Zustimmungs- noch Missfallensbekundungen von sich geben, ansonsten konnten sie vom Präsidenten des Saales verwiesen werden.

### Sitzungssaal des Nationalrates

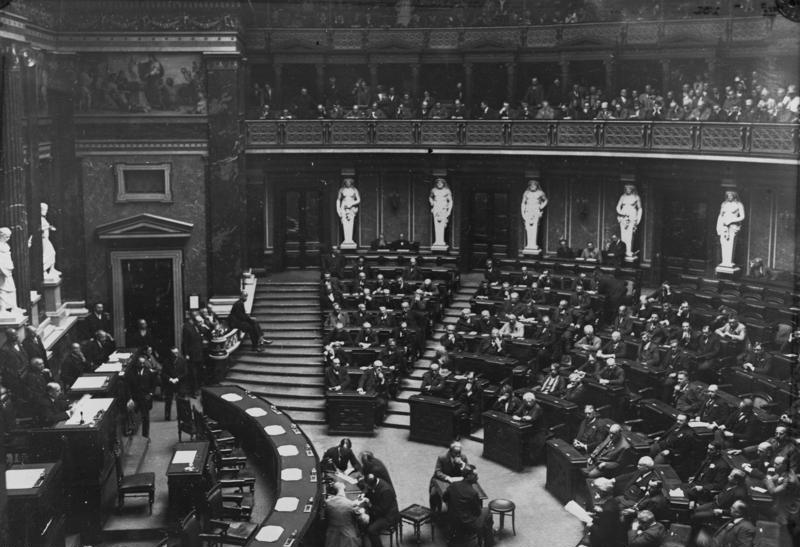
Ehemaliger Sitzungssaal des Herrenhauses, der ab 1920 vom Nationalrat verwendet wurde (Aufnahme 1930)

1920 wurde der Saal des Herrenhauses, weil er kleiner war als der auf über 500 Plätze ausgelegte Saal des früheren Abgeordnetenhauses, zum Sitzungssaal des nur 165 bzw. 183 Abgeordnete umfassenden Nationalrates der Republik Österreich bestimmt. Als solcher wurde er bis 4. März 1933 verwendet; darauf folgte die angebliche „Selbstausschaltung des Parlaments“.
Der Saal wurde während der Bombardierung Wiens im Zweiten Weltkrieg 1945 schwer beschädigt. Die Bomben schlugen durch das Dach ein und zerstörten die Sitzbänke, der Boden brach komplett in die darunter liegenden Räume ein und Feuer brach aus. Der figurale Schmuck und Verzierungen wurden stark beschädigt, durch das fehlende Dach konnte Feuchtigkeit eindringen. Die Rekonstruktion im alten Stil war damals, teils auch aus budgetären Gründen, nicht zu vollbringen. Nach Plänen der Architekten Max Fellerer und Eugen Wörle wurde der Saal unter Beiziehung eines Akustikexperten im Jahr 1956 im damals modernen, sachlichen Stil wiederhergestellt. Technisch wurde der Saal ebenfalls modernisiert. Einziger Schmuck im Saal ist der republikanische Wappenadler aus getriebenem Stahl von Rudolf Hoflehner im Rücken der Präsidiumsbank. Heute verfügt der Saal über 192 Plätze.

### Vorzimmer (ehemaliger Sitzungssaal des Bundesrates)

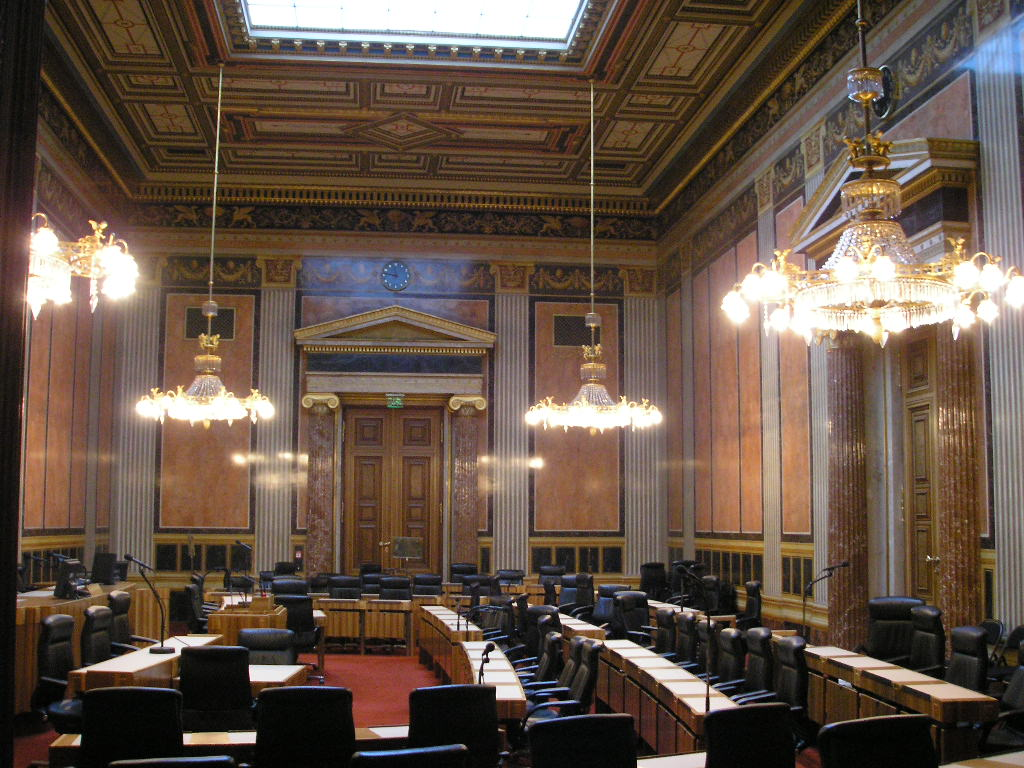
Vorzimmer des Herrenhauses, zwischen 1920 und 2017 Sitzungssaal des Bundesrates

Vor dem Sitzungssaal befindet sich das ehemalige Vorzimmer des Herrenhauses. Es wurde als Versammlungsort und Warteraum des Herrenhauses verwendet. Die Wände wurden in rotem Stuccolustro ausgeführt, ein Oberlicht und Lüster sorgten für die Beleuchtung des Raumes. Die Abdeckungen der Schlüssellöcher der vier doppelflügeligen Türen waren ursprünglich mit den Wappen der 17 im Reichsrat vertretenen Königreiche und Länder bzw. mit den Initialen des Kaisers, FJI, verziert. 1920 wurde dieser Raum als Sitzungssaal des Bundesrates adaptiert und bis zum Bürgerkrieg 1934 verwendet. Im Zweiten Weltkrieg wurde der Raum durch Luftangriffe ebenfalls beschädigt, jedoch originalgetreu wiederhergestellt, und diente bis zum Beginn der Sanierungsarbeiten des Parlamentsgebäudes 2017 wieder als Bundesratssitzungssaal. Seit 2023 tagt der Bundesrat im ehemaligen Budgetsaal des Parlaments.